# Bogusław Plawgo
Bogusław Plawgo (ur. 1964) – polski ekonomista, dr hab. nauk ekonomicznych, profesor nadzwyczajny Instytutu Zarządzania Uniwersytetu w Białymstoku i Wydziału Nauk Społecznych i Humanistycznych Państwowej Wyższej Szkoły Informatyki i Przedsiębiorczości w Łomży.

## Życiorys
30 maja 1994 obronił pracę doktorską Własność i konkurencja jako determinanty efektywności wielkiego przedsiębiorstwa, 20 czerwca 2005  habilitował się na podstawie oceny dorobku naukowego i pracy zatytułowanej Zachowania małych i średnich przedsiębiorstw w procesie internacjonalizacji. Objął funkcję profesora nadzwyczajnego w Instytucie Zarządzania na Uniwersytecie w Białymstoku i na Wydziale Nauk Społecznych i Humanistycznych Państwowej Wyższej Szkole Informatyki i Przedsiębiorczości w Łomży, a także dyrektora Instytutu Przedsiębiorczości Państwowej Wyższej Szkoły Informatyki i Przedsiębiorczości w Łomży, oraz Instytutu Zarządzania na Uniwersytecie w Białymstoku.
Był wiceprezesem i członkiem zarządu Fundacji Współczesnego Zarządzania, członkiem Zespołu Nauk Ekonomicznych Polskiej Komisji Akredytacyjnej i kierownikiem w Zakładzie Podstaw i Strategii Zarządzania na Wydziale Ekonomii i Zarządzania Uniwersytetu w Białymstoku.

## Publikacje
- 2002: Teorie internacjonalizacji a małe i średnie przedsiębiorstwa[1]
- 2008: Nauka o organizacji[1]
- 2014: Klastry - stan i perspektywy rozwoju w województwie podlaskim[1]
- 2015: Współpraca transgraniczna małych i średnich przedsiębiorstw jako czynnik rozwoju regionalnego : na przykładzie podregionu białostocko-suwalskiego i podregionu krośnieńsko-przemyskiego w Polsce, obwodu zakarpackiego na Ukrainie oraz obwodu grodzieńskiego na Białorusi[1]